# 切尔瓦托
切尔瓦托（義大利語：Cervatto），是意大利韦尔切利省的一个市镇。总面积9平方公里，人口50人，人口密度5.6人/平方公里（2009年）。ISTAT代码为002041。